# Jugend trainiert Mathematik
Jugend trainiert Mathematik (JuMa) ist eine bundesweite Fördermaßnahme für mathematisch interessierte und begabte Schüler ab der 7. Klasse. Träger des Programms ist Bildung & Begabung, das Talentförderzentrum des Bundes und der Länder. 

## Ablauf
Jugend trainiert Mathematik umfasst Fördermaßnahmen für vier Jahrgänge, die Klassenstufe 7/8 (110 Teilnehmer bundesweit), die Klassenstufe 8/9 (90), die Klassenstufe 9/10 (60) und die Klassenstufe 10/11 (40). Ein Durchlauf des Programms beginnt im April eines Jahres und endet im Januar des nächsten Jahres. Als Förderinstrumente werden Korrespondenzzirkel und Seminare (ab 8/9) genutzt. Im Jahresverlauf werden im Jahrgang 7/8 sechs, ansonsten vier Korrespondenzbriefe an die Teilnehmer verschickt, die sich mit einem speziellen mathematischen Thema befassen. Jeder Korrespondezbrief stellt einen Themenbereich vor und enthält weitergehende Aufträge zum Selbststudium. Abrundend werden den Teilnehmern themenspezifische Aufgaben gestellt, welche diese selbstständig bearbeiten und anschließend zur Korrektur an einen ihnen zugewiesenen Mentor einschicken. Von ihrem Mentor erhalten die Teilnehmer eine ausführliche Rückmeldung zu ihrer Einsendung. Ab der Klassenstufe 8/9 finden zusätzlich zwei Seminare im Jahr statt. In diesen Seminaren wird den Teilnehmern zum einen mathematisches Grundwissen vermittelt, welches zum Lösen von Aufgaben auf dem Niveau der nationalen und internationalen Mathematik-Olympiade erforderlich ist. Zum anderen werden sie mit wichtigen heuristischen Prinzipien und Lösungsstrategien vertraut gemacht. Am Ende jedes Seminars wird eine Klausur geschrieben. Auf Grundlage der Einsendungen zu den Korrespondenzbriefen und den Ergebnissen der beiden Klausuren entscheiden die Jahrgangskoordinatoren, welche Teilnehmer in den nächsten JuMa-Jahrgang aufgenommen werden und welche Teilnehmer aus dem Programm ausscheiden.

## Ziele des Programms
Die Programmteilnehmer werde in der Entwicklung ihrer mathematischen Begabung gefördert und kontinuierlich an das Niveau der Bundesweiten Mathematik-Wettbewerbe wie den Bundeswettbewerb Mathematik herangeführt. Durch die frühzeitige Förderung soll die Grundlage geschaffen werden, dass auch in der Zukunft mathematische und naturwissenschaftliche Spitzenleistungen in Deutschland erbracht werden. Insbesondere ist es das Ziel von JuMa, geeignete Kandidaten für die Teilnahme an den internationalen Mathematikwettbewerben MEMO (Mitteleuropäische Mathematik-Olympiade) und IMO (Internationale Mathematik-Olympiade) zu finden und vorzubereiten. 

## Aufnahme
Die Auswahl der Teilnehmer der Klasse 7 erfolgt nach Abschluss der Landesrunde der Mathematik-Olympiade durch die Landesbeauftragten der Bundesländer für die Mathematik-Olympiade in Absprache mit Verantwortlichen für weitere Mathematikförderprojekte. Grundlage für die Teilnehmerzahl eines Bundeslands ist dabei ein an der jeweiligen Bevölkerungszahl orientierter Schlüssel. Die Teilnehmer aus den Klassen 8, 9 und 10 werden auf Basis ihrer Leistungen im vorangegangenen JuMa-Durchlauf ausgewählt und zur weiteren Teilnahme eingeladen. Ein Quereinstieg ist nur in begründeten Ausnahmefällen möglich.